# Pieter De Rudder
Pieter De Rudder oder französisch Pierre De Rudder  (* 2. Juli 1822 in Jabbeke; † 22. März 1898), war ein belgischer Landarbeiter. Rudders Heilung ist eines der berühmtesten von der Römisch-Katholischen Kirche anerkannten „Lourdes-Wunder“. Ein Bronzeguss seiner Knochen ist im medizinischen Büro von Lourdes ausgestellt.
Seine Heilung von den Folgen seines Beinbruchs soll nicht in Lourdes, sondern bemerkenswerterweise in einem Heiligtum Unserer Lieben Frau von Lourdes im ostflandrischen Oostakker, nahe Gent in Belgien, erfolgt sein.

## Das Dossier
Am 16. Februar 1867 brach sich De Rudder im westflandrischen Jabbeke nach einem Sturz von einem Baum das linke Bein (Schienbein und Wadenbein). Er befand sich zu dieser Zeit in Diensten des Vicomte Albéric du Bus de Gisignies. Mehrere Ärzte empfahlen nach negativem Heilungsverlauf die Amputation. De Rudder oder der Vicomte lehnten dies jedoch ab. Die ärztliche Behandlung hörte danach auf, weitere Belege fehlen in einem über Jahre dauernden, schlecht zu bestimmenden Zeitraum.
Der Vicomte zahlte De Rudder eine Pension, die der Kaplan Rommelaere von Jabbeke als „schönes Gehalt“ bezeichnete. Nach dem Tod des Vicomte, am 26. Juli 1874, wurde diese Pension von den Erben gestrichen.
Am 7. April 1875, achteinhalb Monate nach der Streichung der Pension, die sieben Jahre gezahlt worden war, ging De Rudder in die Kirche Notre-Dame von Lourdes zur Anbetung, und erklärte sich nach dem Verlassen des Heiligtums für geheilt. Er zeigt eine Narbe vor, die, wenn man einer späten (und die übernatürliche These begünstigenden) Zeugenaussage glaubt, gleich nach der Heilung den Anschein hatte, dass sie alt sei.
Die behandelnden Ärzte weigerten sich, der Geistlichkeit der Pfarrgemeinde eine Bescheinigung auszufertigen, Dieser begnügte sich 1875 mit zwei Nachbarn und Freunden (Vater und Sohn) von De Rudder als Augenzeugen. Diese zwei Zeugen unterschrieben eine identische, vom Vikar von Jabbeke ausgearbeitete Bescheinigung, nach der sie am Vorabend der Wallfahrt die in der Wunde hervortretenden Knochenenden gesehen hatten. Die Bescheinigung erwähnt eine Bewohnerin des Dorfes, die nicht unterzeichnet und dieselbe Sache zwei Tage vor der Wallfahrt gesehen habe.
Der Bischof von Brügge, Johan Joseph Faict, fragte brieflich um Informationen bei Van Hoestenberghe an, einem Arzt, der nie zu De Rudders behandelnden Ärzten gehört, sondern das Bein lediglich aus Neugierde geprüft hatte. Van Hoestenberghe antwortete im April und Mai 1875. Seine zwei Briefe wurden vom Bistum vor der kanonischen Untersuchung (1907–1908) und der Anerkennung des Wunders durch Bischof Gustavus Josephus Waffelaert 1908 als verloren deklariert und erst 1956 wiedergefunden. Bischof Faict seinerseits führte keine kanonische Untersuchung durch.
Der letzte namentlich bekannte überlebende behandelnde Arzt, Verriest, starb in Brügge am 3. August 1891. Ungefähr ein Jahr später, anlässlich der jährlichen belgischen Wallfahrt von August 1892 nach Lourdes, äußerte sich Van Hoestenberghe zum ersten Mal öffentlich. Er schrieb an Boissarie, den Präsidenten des Büros der medizinischen Feststellungen von Lourdes, zwei Briefe, in denen er auf den Fall Von Rudder hinwies. Darin bestätigte er damals das noch kranke Bein geprüft zu haben und nur auf ein Wunder schließen zu können. Diese Briefe verursachten eine Reihe von Untersuchungen im Auftrag unterschiedlicher katholischer Autoritäten. Nachdem es 1875 nur zwei Augenzeugen gegeben hatte, gab es im Laufe der Zeit immer mehr. Das gilt auch für die Untersuchungen des kranken Beines, die Van Hoestenberghe gemacht haben will. Vor der bischöflichen Kommission, deren Bericht zur Anerkennung des Wunders führen sollte, behauptete dieser 1907, das kranke Bein zehn oder zwölf Mal, das letzte Mal drei oder vier Monate vor der Wallfahrt, untersucht zu haben.
Die Frage des Zeitpunktes der letzten Untersuchung des Beines ist wichtig, weil nach Meinung von mehreren katholischen Ärzten das einzige Argument dafür, dass die Heilung von De Rudder ein Wunder war, darin bestand, dass sie nach Zeugenaussagen plötzlich auftrat.
Die Briefe Van Hoestenberghes von 1875 an Bischof Faict wurden 1956 wiedergefunden und 1957 veröffentlicht. Im Zweiten Brief schreibt Van Hoestenberghe (der vor der Kommission von 1907 bis 1908 erklärt hatte, dass er das kranke Bein zehn oder zwölf Mal, das letzte Mal drei oder vier Monate vor der Wallfahrt untersucht hatte), er habe das Bein nur ein Mal gesehen, und das mehr als drei Jahre vor der Wallfahrt De Rudders nach Notre-Dame.
Der Kanoniker Alphonsus de Meester, der Promotor causae während der Untersuchung von 1907 bis 1908, glaubte nach wie vor, trotz der Briefe von 1875, denen zufolge Van Hoestenberghe mehrere Untersuchungen des kranken Beines vorgenommen hatte, dass die letzte dieser Untersuchungen ungefähr vier Monate vor der Wallfahrt von De Rudder stattfand. Es handelt sich um Anmerkungen, über die Van Hoestenberghe zum ersten Mal 1899 sprach, um zwei Jesuiten zu antworten, die ihn beobachten ließen, dass er die Versorgungen des verstorbenen Verriest 1875 gestellt hatte, was, mit anderen Quellen verglichen, zu spät scheint zu sein. Die Anmerkungen triumphieren über diese Einwendung: »Verriest 75«. Diese Anmerkungen haben noch die Eigentümlichkeit, dass sie den Briefen von 1875 an Bischof Faict nicht nur im Hinblick auf die Zahl und den Zeitpunkt der Untersuchungen widersprechen, sondern auch im Hinblick auf den Zeitpunkt der Untersuchung des Beins, die er nach der Wallfahrt machte: Nach den Anmerkungen fand diese Untersuchung am 9. April 1875 statt, aber Van Hoestenberghe schrieb am 15. April 1875 dem Bischof Faict, dass er noch keine Zeit gehabt hatte, das geheilte Bein zu sehen. Diese Anmerkungen, die sich an einem außergewöhnlichen Platz im Heft Van Hoestenberghes fanden: auf dem Innendeckel, und nicht an der chronologischen Stelle unter den Seiten, können nun nur auf einem Foto gesehen werden, weil sie im Bistum mit dem Rest des Heftes verschwunden zu sein scheinen.